# Linha D do Metro de Buenos Aires
A Linha D do Metropolitano de Buenos Aires é uma das atuais 6 linhas que compõem a rede de subterrâneos. Conta com 16 estações e 10,41 km de extensão. Combina com as Linhas A e E na Catedral   e as linhas B e C na 9 de Julio  .
Foi aberta ao público em seu trecho inaugural em 3 de junho de 1937. Corre por debaixo da Avenida Diagonal Norte parte Roque Sáenz Peña desde Catedral para a estação Tribunales, onde faz uma diagonal para chegar ao cruzamento da Avenida Córdoba e Paraná, onde toma por debaixo da primeira até a Estação Facultad de Medicina. Chegando a Rua Azcuénaga faz outra diagonal para chegar ao cruzamento das Avenidas Santa Fe e Pueyrredón, tomando Santa Fe e sua continuação Cabildo até o terminal Congreso de Tucumán.
Utiliza igual às linhas A, C, e E, captação da energia elétrica por catenária aérea flexível.

## Estações
| Nome                 | Inauguração             | Bairro                             | Integração | Posição     | Latitude      | Longitude     |
| -------------------- | ----------------------- | ---------------------------------- | ---------- | ----------- | ------------- | ------------- |
| Catedral             | 3 de junho de 1937      | San Nicolás                        |            | Subterrânea | 34° 36' 28" S | 58° 22' 26" O |
| 9 de Julio           | 3 de junho de 1937      | San Nicolás                        |            | Subterrânea | 34° 36' 15" S | 58° 22' 50" O |
| Tribunales           | 3 de junho de 1937      | San Nicolás                        | -          | Subterrânea | 34° 36' 08" S | 58° 23' 03" O |
| Callao               | 29 de março de 1938     | Balvanera / Recoleta / San Nicolás | -          | Subterrânea | 34° 35' 59" S | 58° 23' 35" O |
| Facultad de Medicina | 10 de junho de 1938     | Balvanera / Recoleta               | -          | Subterrânea | 34° 35' 59" S | 58° 23' 52" O |
| Pueyrredón           | 5 de setembro de 1938   | Recoleta                           |            | Subterrânea | 34° 35' 40" S | 58° 24' 09" O |
| Agüero               | 5 de setembro de 1938   | Recoleta                           | -          | Subterrânea | 34° 35' 30" S | 58° 24' 26" O |
| Bulnes               | 29 de dezembro de 1938  | Palermo                            | -          | Subterrânea | 34° 35' 18" S | 58° 24' 41" O |
| Scalabrini Ortiz     | 29 de dezembro de 1938  | Palermo                            | -          | Subterrânea | 34° 35' 07" S | 58° 24' 57" O |
| Plaza Italia         | 29 de dezembro de 1938  | Palermo                            | -          | Subterrânea | 34° 34' 53" S | 58° 25' 16" O |
| Palermo              | 23 de fevereiro de 1940 | Palermo                            | -          | Subterrânea | 34° 34' 43" S | 58° 25' 32" O |
| Ministro Carranza    | 1 de dezembro de 1993   | Palermo                            | -          | Subterrânea | 34° 34' 31" S | 58° 26' 06" O |
| Olleros              | 31 de maio de 1997      | Colegiales / Palermo               | -          | Subterrânea | 34° 34' 12" S | 58° 26' 41" O |
| José Hernández       | 13 de novembro de 1997  | Belgrano / Colegiales              | -          | Subterrânea | 34° 33' 58" S | 58° 27' 08" O |
| Juramento            | 21 de junho de 1999     | Belgrano                           | -          | Subterrânea | 34° 33' 44" S | 58° 27' 24" O |
| Congreso de Tucumán  | 27 de abril de 2000     | Belgrano / Núñez                   | -          | Subterrânea | 34° 33' 20" S | 58° 27' 45" O |